# Planta Degtiariov
La Planta Degtyaryov (en ruso: ОАО Завод имени В. А. Дегтярёва, ОАО Zаvоd imeni V. А. Dеgtyarevа) es una de las más importantes empresas productoras de armas de Rusia. Fue fundada en Kovrov en 1916 y desde entonces ha producido algunos de los modelos de armas más importantes de la Unión Soviética y Rusia, como el subfusil PPSh-41 y la ametralladora ligera Degtiariov. La planta también fabrica una amplia gama de productos civiles: motocicletas (como la Vosjod), ciclomotores, microtractores, máquinas de coser y baterías de acumuladores.
La fábrica Degtyaryov es una filial de Vysokotochnye Kompleksy (Rostec).

## Historia
Fundada en Kovrov en 1916, la planta de armas de fuego ha estado suministrando armas a las fuerzas armadas rusas y soviéticas desde entonces. Armas como el rifle antitanque Degtyaryov (PTRD-41), la ametralladora ligera Degtiariov, la ametralladora Shpagin (PPSh-41) y la ametralladora pesada Goryunov (SG-43 Goryunov) fueron creadas en la planta.
El primer modelo de motocicleta de la fábrica se denominó K-55, y era una copia de la alemana DKW RT 125. En 1957, empezó a fabricar el modelo Vosjod ("amanecer" en ruso), con motor de 175 cc, 5 velocidades y doble escape.

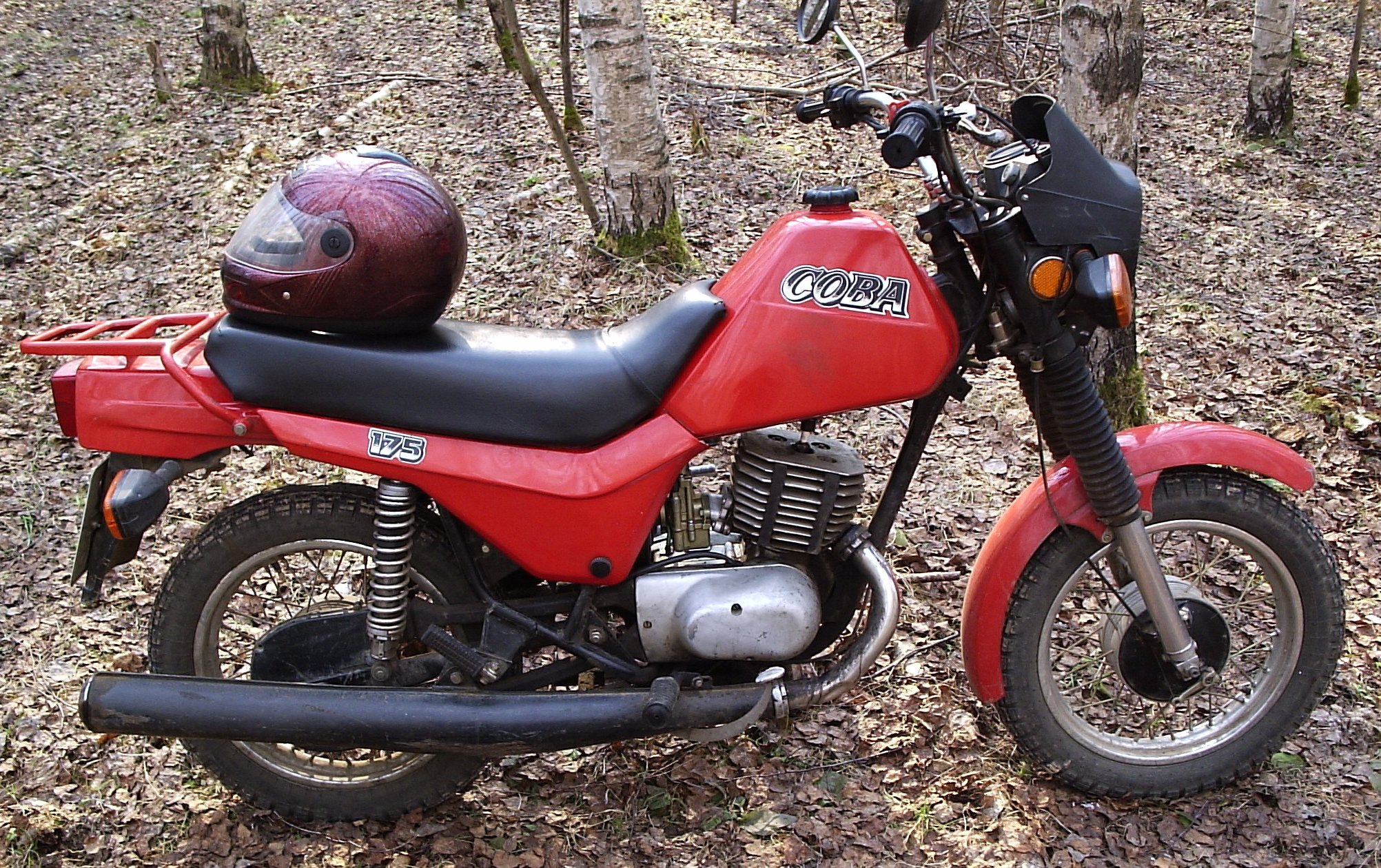
ZiD Sova 175 c.c.

Actualmente, ZID sigue fabricando el viejo Vosjod básico de los años 1970 en versiones de 175 y 200 cc. con el nombre de Sova; modelos derivados como el Courier 200, tipo enduro, y también modelos nuevos, como el Frant 125, con motor de un cilindro y 4 tiempos en el que muchos elementos son de origen europeo o japonés.
En 1989 fue el cuarto mayor productor de motocicletas en la Unión Soviética.

## Producción
Actualmente, la planta de Degtyaryov está produciendo revólveres, ametralladoras, cañones de aviones, cañones antiaéreos, cañones antitanques y sistemas de cohetes.

### Productos
- Ametralladora ligera RPD
- Ametralladora Pecheneg
- Ametralladora pesada Kord-12,7
- Ametralladora PK
- Fusiles AEK
- Fusil de francotirador KSVK
- Lanzagranadas RGS-50M[4]
- PTRD
- Subfusil PPSh-41